# Corpi Santi (Pavia)
Corpi Santi („Heilige Körper“) war die historische Bezeichnung der Gebiete außerhalb der Stadtmauer von Pavia, die direkt von der Stadt verwaltet wurden.
Sie wurden 1757 offiziell als selbstständige Gemeinde organisiert.
1805 wurden die Corpi Santi per Napoleonischen Dekret nach Pavia eingemeindet. Mit der Wiederherstellung der Österreichischen Herrschaft wurde die Gemeinde 1816 wieder selbstständig.
Bei der Gründung des Königreichs Italien (1861) zählte die Gemeinde 3448 Einwohner.
1870 wurde Cà de’ Tedioli in die Corpi Santi eingemeindet.
1883 kam die endgültige Eingemeindung nach Pavia, mit Ausnahme des Ortsteils Cà de’ Tedioli, der Teil der Gemeinde Fossarmato wurde.